# Koncert (film 1968)
Koncert (węg. Koncertisszimo) – węgierski krótkometrażowy film animowany z 1968 roku w reżyserii Józsefa Gémesa.

## Nagrody i nominacje
- 1968: Złoty Smok – Nagroda specjalna w konkursie międzynarodowym na Krakowskim Festiwalu Filmowym[1].
- 1968: Nominacja do nagrody Złoty Hugo w kategorii "Najlepszy film krótkometrażowy" na Międzynarodowym Festiwalu Filmowym w Chicago.